# Francisco Esteche
Francisco Esteche (Luque, 12 de novembro de 1973) é um ex-futebolista paraguaio que atuava como meia.

## Carreira
Francisco Esteche integrou a Seleção Paraguaia de Futebol na Copa América de 1997.